# Russellville (Alabama)
Russellville is een plaats (city) in de Amerikaanse staat Alabama, en valt bestuurlijk gezien onder Franklin County.

## Demografie
Bij de volkstelling in 2000 werd het aantal inwoners vastgesteld op 8971.
In 2006 is het aantal inwoners door het United States Census Bureau geschat op 8857, een daling van 114 (-1.3%).

## Geografie
Volgens het United States Census Bureau beslaat de plaats een oppervlakte van
34,6 km², waarvan 34,3 km² land en 0,3 km² water. Russellville ligt op ongeveer 218 m boven zeeniveau.

## Plaatsen in de nabije omgeving
De onderstaande figuur toont de plaatsen in een straal van 32 km rond Russellville.

## Geboren
- Sonequa Martin-Green (21 maart 1985), actrice